# Fireårsplan
Fireårsplanen var et nationalsocialistisk program for oprustning og tjente til forberedelse af 2. verdenskrig. Den blev forkyndt på rigspartidagen i 1936 og løb fra oktober i det samme år. Planens mål var en tilpasning af økonomien til den stigende oprustning og autarki, da Tyskland med sin råstofafhængighed ellers ikke kunne føre krig. Fireårsplanen blev befalet af Adolf Hitler gennem et hemmeligt memorandum. Dette var indledt med at fastslå, at en krig med Sovjetunionen var uundgåelig. Memorandumet var baseret på materiale, der var udarbejdet af I.G. Farben-koncernen.
De centrale mål i fireårsplanen var:
1. Den tyske hær skulle være indsatsklar om fire år
2. Den tyske økonomi skulle være klar til krig om fire år.

Det skulle bl.a. ske gennem:
- Reduceret arbejdsløshed
- Igangsættelse af offentlige arbejder
- Øget bilproduktion
- Initiering af flere bygge- og arkitekturprojekter
- Videreudvikling af motorvejssystemet

Hermann Göring blev "befuldmægtiget for fireårsplanen" og hans magt inden for Det Tredje Rige blev dermed endnu større.